# Pöide
Pöide es un municipio estonio perteneciente al condado de Saare.
A 1 de enero de 2016 tiene 880 habitantes en una superficie de 123,6 km².
El municipio agrupa a las siguientes pequeñas localidades rurales: Ardla, Are, Iruste, Kahutsi, Kakuna, Kanissaare, Keskvere, Koigi,  Kõrkvere, Kärneri, Kübassaare, Leisi, Levala, Metsara, Mui, Muraja, Neemi, Nenu, Oti, Puka, Pöide, Reina, Sundimetsa, Talila, Tornimäe, Ula, Unguma, Uuemõisa, Veere, Välta.
Se ubica al este de la isla de Saaremaa.